# Туманов, Леон Георгиевич
Леон Георгиевич Туманов (11 октября 1890, Тифлис — 10 июня 1938, Москва) — эсер, делегат Всероссийского Учредительного собрания.

## Биография
Леон Туманов родился 11 октября 1890 года в Тифлисе в семье директора банка, князя Георгия Туманова. Леон окончил юридический факультет Московского Императорского университета. В 1914 году первым его местом работы стала должность помощника присяжного поверенного.
С 1911 года Леон Туманов находился под надзором «царской охранки» за принадлежность к Партии социалистов-революционеров (ПСР). Тогда же он был впервые арестован.
В 1917 году Леон Георгиевич становится товарищем (заместителем) председателя Краевого Совета Кавказского фронта и избрается в члены Учредительного собрания по тому же фронту от эсеров (список № 3). Его роль в Гражданской войне не ясна.
В советское время Туманов жил в Москве и занимался научной работой. Он был осуждён Военной коллегией Верховного суда СССР в июне 1938 и приговорён к расстрелу. Приговор был приведён в исполнение. Сведения о последующей реабилитации Леона Туманова отсутствуют.